# Rue Darwin (Région de Bruxelles-Capitale)
Pour les articles homonymes, voir Rue Darwin.
La rue Darwin (en néerlandais : Darwinstraat) est une rue bruxelloise située sur les communes d'Ixelles et de Forest qui va de l'avenue Brugmann à la place Georges Brugmann en passant par la rue Franz Merjay.
Son nom lui a été attribué en l'honneur de Charles Darwin (1809-1882), le célèbre naturaliste anglais.
La numérotation des habitations va de 1 à 65 pour le côté impair et de 2 à 66 pour le côté pair.